# Gert-Johannes Hagemann

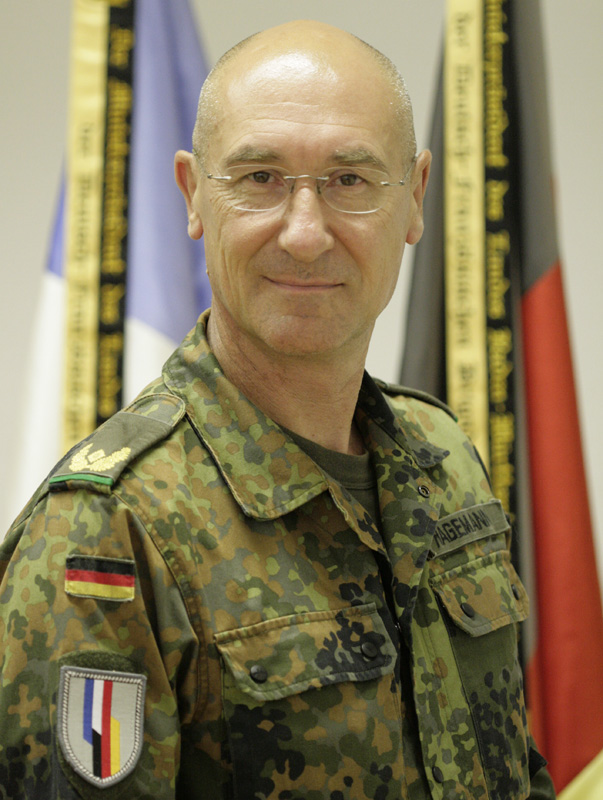
Gert-Johannes Hagemann (2011)

Gert-Johannes Hagemann (* 27. Januar 1958 in Teublitz) ist ein Generalmajor der Bundeswehr außer Dienst. Er war in letzter Verwendung von 1. Oktober 2016 bis 1. Oktober 2020 stellvertretender Kommandeur des Headquarters Rapid Reaction Corps France der NATO in Lille in Frankreich.

## Leben
Am 1. Januar 1978 erfolgte der Eintritt von Hagemann in die Bundeswehr. Die Ausbildung als Offizieranwärter absolvierte Hagemann bei der Fernspähkompanie 200 in Weingarten und beim Fallschirmjägerbataillon 261 in Lebach. Es folgte ein Studium der Wirtschafts- und Organisationswissenschaften an der Universität der Bundeswehr in Hamburg, welches er Anfang 1983 abschloss.
Danach war er in unterschiedlichen Funktionen, unter anderem als Kompaniechef und S2-Offizier, im Jägerbataillon 66 in Wentorf bei Hamburg eingesetzt. Nach der Teilnahme am 33. Generalstabslehrgang Heer an der Führungsakademie der Bundeswehr in Hamburg von 1990 bis 1992, wo er zum Offizier im Generalstabsdienst ausgebildet wurde, war er bis 1994 Generalstabsoffizier für Logistik (G 4) der Panzerbrigade 18. Nach einer einjährigen belgischen Generalstabsausbildung am Institute Royale Superieur de Défense war er Sekretär des Konsiliums der Führungsakademie der Bundeswehr. Von 1997 bis 1999 kommandierte er das Jägerbataillon 1 in Berlin.
Anschließend war er Referent im Bundesministerium der Verteidigung, zuerst in der Stabsabteilung Militärpolitik und Rüstungskontrolle innerhalb des Führungsstabs der Streitkräfte, danach im Arbeitsbereich Einsätze der Bundeswehr in Europa und in Afrika innerhalb des Planungsstabs. Von 2004 bis 2007 war er Verbindungsoffizier am Centre de Planification et de Conduite des Opérations in Paris, dem Führungskommando für nationale und weltweite militärische Operationen im französischen Verteidigungsministerium. Ab 2007 war er Arbeitsbereichsleiter Europäische Sicherheitspolitik und Afrika im Planungsstab des Bundesministeriums für Verteidigung. Von Dezember 2010 an war er Regionalkommandeur der NATO für die Training Mission-Afghanistan in Mazār-i Scharif.
Vom 1. Juli 2011 bis zum 18. Juli 2013 war Hagemann der zwölfte Kommandeur der Deutsch-Französischen Brigade in Müllheim im Markgräflerland.
Von 26. April 2013 bis 16. September 2016 war er Kommandeur der Infanterieschule bzw. des Ausbildungszentrums Infanterie in Hammelburg und General der Infanterie, bevor er diesen Dienstposten an Brigadegeneral Andreas Hannemann übergab.
Zum 1. Oktober 2016 folgt er Generalmajor Andreas Berg als stellvertretender Kommandeur des Headquarters Rapid Reaction Corps France der NATO in Lille in Frankreich nach. Diesen Dienstposten übergab er im Oktober 2020 an Generalmajor Werner Albl und trat nach 42 Dienstjahren in den Ruhestand.